# Englebert
Englebert – belgijski producent opon działający w latach 1868–1979.
Przedsiębiorstwo zostało założone w 1868 roku przez Oscara Engleberta. Po II wojnie światowej w 1958 roku, przedsiębiorstwo podpisało umowę partnerską z Uniroyal. Dziesięć lat później nazwa przedsiębiorstwa została zmieniona na Uniroyal Englebert, a w 1979 roku przedsiębiorstwo zostało przejęte przez Continental. Marka Uniroyal została zachowana, jednak marka Englebert zniknęła z rynku.
Przedsiębiorstwo dostarczało swoje opony dla samochodów Formuły 1. Pierwszym wyścigiem w tej roli było Grand Prix Monako 1950, a ostatnim Grand Prix Maroka 1958. W sezonie 1956 – Juan Manuel Fangio, a w 1958 – Mike Hawthorn zdobywali tytuły mistrza świata kierowców prowadząc bolid wyposażony w opony Englebert.